# Australische Cricket-Nationalmannschaft in Indien in der Saison 2018/19
Die Tour der australischen Cricket-Nationalmannschaft nach Indien in der Saison 2018/19 findet vom 24. Februar bis zum 13. März 2019 statt. Die internationale Cricket-Tour ist Bestandteil der Internationalen Cricket-Saison 2018/19 und umfasste fünf ODIs und zwei Twenty20s. Australien gewann die Twenty20-Serie 2–0 und konnte in der ODI-Serie einen 2–0 Rückstand zum 3–2 drehen.

## Vorgeschichte
Indien bestritt zuvor eine Tour in Neuseeland, Indien eine Tour gegen Sri lanka.
Das letzte Aufeinandertreffen der beiden Mannschaften fand in der gleichen Saison in Australien statt.

## Stadien
Die folgenden Stadien wurden für die Tour als Austragungsort vorgesehen und am 10. Januar bekanntgegeben.
| Stadion                                    | Stadt         | Kapazität | Spiele |
| ------------------------------------------ | ------------- | --------- | ------ |
| M. Chinnaswamy Stadium                     | Bengaluru     | 42.000    | 1. T20 |
| Feroz Shah Kotla                           | Delhi         | 48.000    | 5. ODI |
| Rajiv Gandhi International Cricket Stadium | Hyderabad     | 55.000    | 1. ODI |
| Punjab Cricket Association Stadium         | Mohali        | 35.000    | 4. ODI |
| Vidarbha Cricket Association Stadium       | Nagpur        | 45.000    | 2. ODI |
| JSCA International Stadium Complex         | Ranchi        | 39.133    | 3. ODI |
| ACA-VDCA Cricket Stadium                   | Visakhapatnam | 30.000    | 2. T20 |

## Kaderlisten
Die Kader werden kurz vor Beginn der Tour bekanntgegeben.
| ODI | ODI | Twenty20 | Twenty20 |
| Indien | Australien | Indien | Australien |
| --- | --- | --- | --- |
| - Virat Kohli (K) - Rohit Sharma (VK) - Jasprit Bumrah - Yuzvendra Chahal - Shikhar Dhawan - MS Dhoni (wk) - Ravindra Jadeja - Kedar Jadhav - Siddarth Kaul - Bhuvneshwar Kumar - Hardik Pandya - Rishabh Pant - KL Rahul - Ambati Rayudu - Mohammed Shami - Vijay Shankar - Kuldeep Yadav | - Aaron Finch (K) - Alex Carey (VK, wk) - Pat Cummins (VK) - Jason Behrendorff - Nathan Coulter-Nile - Peter Handscomb - Usman Khawaja - Nathan Lyon - Shaun Marsh - Glenn Maxwell - Jhye Richardson - Kane Richardson - D’Arcy Short - Marcus Stoinis - Ashton Turner - Andrew Tye - Adam Zampa | - Virat Kohli (K) - Rohit Sharma (VK) - Jasprit Bumrah - Yuzvendra Chahal - Shikhar Dhawan - MS Dhoni (wk) - Dinesh Karthik - Siddarth Kaul - Mayank Markande - Hardik Pandya - Krunal Pandya - Rishabh Pant - KL Rahul - Vijay Shankar - Umesh Yadav | - Aaron Finch (K) - Alex Carey (VK, wk) - Pat Cummins (VK) - Jason Behrendorff - Nathan Coulter-Nile - Peter Handscomb - Usman Khawaja - Nathan Lyon - Glenn Maxwell - Jhye Richardson - Kane Richardson - D’Arcy Short - Marcus Stoinis - Ashton Turner - Adam Zampa |

## Twenty20 Internationals

### Erstes Twenty20 in Bengaluru
| 24. Februar Scorecard | Bengaluru | Indien 126-7 (20)                | – | Australien 127-7 (20) |
|                       |           | Australien gewinnt mit 3 Wickets |   |                       |

### Erstes Twenty20 in Visakhapatnam
| 27. Februar Scorecard | Visakhapatnam | Indien 190-4 (20)                | – | Australien 194-3 (19.4) |
|                       |               | Australien gewinnt mit 7 Wickets |   |                         |

## One-Day Internationals

### Erstes ODI in Hyderabad
| 2. März Scorecard | Hyderabad | Australien 236-7 (50)        | – | Indien 240-4 (48.2) |
|                   |           | Indien gewinnt mit 6 Wickets |   |                     |

### Zweites ODI in Nagpur
| 5. März Scorecard | Nagpur | Indien 250 (48.2)         | – | Australien 242 (49.3) |
|                   |        | Indien gewinnt mit 8 Runs |   |                       |

### Drittes ODI in Ranchi
| 8. März Scorecard | Ranchi | Australien 313-5 (50)          | – | Indien 281 (48.2) |
|                   |        | Australien gewinnt mit 32 Runs |   |                   |

### Viertes ODI in Mohali
| 10. März Scorecard | Mohali | Indien 358-9 (50)                | – | Australien 359-6 (47.5) |
|                    |        | Australien gewinnt mit 4 Wickets |   |                         |

### Fünftes ODI in Delhi
| 13. März Scorecard | Delhi | Australien 272-9 (50)          | – | Indien 237 (50) |
|                    |       | Australien gewinnt mit 35 Runs |   |                 |